# Clash Royale
Clash Royale è un videogioco strategico del 2016, sviluppato e pubblicato da Supercell per sistemi iOS, Android, HarmonyOS e Microsoft Windows.
Il gioco è stato reso disponibile per la prima volta a partire dal 4 gennaio 2016 come beta, soltanto per dispositivi iOS. Il 16 febbraio ne è stata pubblicata una versione anche per Android.
È uno dei giochi più popolari per telefono, al 2024 è stato scaricato oltre 500 milioni di volte su Google Play.

## Modalità di gioco
Clash Royale è un videogioco di strategia in tempo reale dove i giocatori collezionano e potenziano carte da gioco, alcune delle quali basate sui personaggi dell'universo di Clash of Clans.
Durante la battaglia i due sfidanti cercheranno di distruggere una o più torri dell'avversario per vincere la partita. Il primo che le distrugge tutte e tre vince, evocando le truppe con le carte. In caso di vittoria si guadagneranno monete e trofei (i quali sono fondamentali per avanzare tra le varie arene presenti nel gioco), inoltre, quando possibile, si ottiene un baule contenente carte o jolly (comuni, rari, epici, leggendari e campioni). In caso di sconfitta si perde una piccola percentuale dei suddetti trofei. Se i due giocatori non distruggeranno, o risulterà distrutta la stessa quantità di torri, anche dopo i tempi supplementari, la partita sarà risolta con uno spareggio, premiando così colui che è riuscito a danneggiare di più le torri avversarie. Se nessuna torre è stata danneggiata (e i giocatori hanno lo stesso livello re), entrambi i giocatori conquistano 3 corone nello stesso momento o le torri hanno gli stessi punti vita la partita si concluderà con un pareggio.
Le carte collezionabili sono 120 e il mazzo da gioco al momento della partita può essere composto da sole 8 di esse per volta. Si hanno a disposizione 10 slot per 10 mazzi diversi, ma ovviamente può esserne utilizzato solo uno per volta.

### Valuta
Sono presenti quattro tipi di valuta: l'oro, le gemme, i punti stella e i jolly elìte. 
- L'oro è ottenibile aprendo bauli, vincendo battaglie, donando carte ai membri del proprio clan o acquistandolo tramite il negozio presente nell'app. Esso serve a migliorare le proprie carte per aumentarne le statistiche o per acquistare carte dallo shop.
- Le gemme sono ottenibili dal baule della corona, dai regali giornalieri, dalle maestrie e tramite acquisto di esse in-app; sono utilizzate per velocizzare i progressi nel gioco.
- I punti stella sono ottenibili, a partire dal livello 6, facendo salire di livello le carte o donandole nel proprio clan. Questi punti servono per sbloccare i livelli stella delle carte. Tale valuta ha fini puramente estetici: consente di sbloccare una skin dorata una volta completato il miglioramento al livello stella massimo della carta, che può essere da 1 a 3 in base alla carta stessa.
- i jolly élite si sbloccano dopo il quindicesimo livello della torre del re e sono utilizzati per portare le proprie carte dal livello 14 al livello élite, livello massimo di Clash Royale.

### Bauli
Si possono ottenere nuove carte aprendo bauli che possono essere comprati con le gemme o tramite acquisti in app o sbloccati grazie a un pass battaglia. Ogni baule, in base alla rarità e/o al suo prezzo, garantisce delle ricompense diverse: più il baule è raro, più saranno le possibilità che al suo interno si trovi una grande quantità di carte rare, epiche, leggendarie o campioni.

### Carte
Le carte (meno comunemente chiamati Royales) sono classificate in base al loro grado di rarità all'interno del gioco. Sono presenti carte comuni, le più semplici da trovare nei bauli, carte rare, carte epiche, carte leggendarie e campioni (i più difficili da trovare, che hanno un'abilità speciale unica per ognuno).

### Arene
Sono presenti 23 arene e 10 leghe in totale, divise per numero di trofei di cui il giocatore dispone. Ogni arena aggiunge delle carte possibili da trovare nei bauli, e varia di aspetto grafico.

### Percorso delle leggende
Al superamento dei 5000 trofei è possibile accedere alla modalità di gioco "percorso delle leggende". In questa modalità vi sono 10 leghe diverse, ognuna delle quali ha tra 8 e 12 gradini da superare con vittorie per poter salire alla lega successiva. I gradini possono essere di pietra o di oro: una sconfitta in un gradino di pietra lo farà rompere e farà retrocedere al precedente, i gradini d'oro, invece, non si romperanno mai. Ogni lega dispone di ricompense fisse, che una volta ottenute, non si possono reclamare nuovamente e ricompense stagionali che possono essere ottenute nuovamente ogni stagione. Una volta raggiunta la lega 10, o campione definitivo, le vittorie verranno convertite in medaglie accedendo ad una classifica stagionale.

### Stendardi
Conseguentemente all'aggiornamento apportato in data 24/06/2022, all'interno del gioco sono stati introdotti dei nuovi cosmetici: gli stendardi. Questi sono degli oggetti personalizzabili dal giocatore, che ha l'opportunità di poter creare il suo stile unico e di trasferirlo all'interno della battaglia. Possono essere trovati nel pass battaglia o nelle sfide.

### Guerra tra clan
I clan partecipano alle guerre sfidando altri 4 clan della stessa lega. Ogni giocatore deve creare 4 mazzi che abbiano carte tutte diverse tra loro (per un totale di 32 carte). L'obiettivo è far arrivare la propria nave al traguardo facendo più punti e più velocemente delle navi nemiche. Gli attacchi per portare punti alla propria nave si possono fare scegliendo tra 3 tipi di attacchi, l'attacco singolo, una sfida al meglio delle tre partite e una sfida con una modalità alternativa che cambia ogni settimana. Più alto è il livello delle carte e più punti si portano alla propria nave. In caso di sconfitta il punteggio che si porta alla propria nave equivale alla somma del livello delle carte del mazzo, in caso di vittoria si moltiplica la somma per 2.
Un aspetto aggiuntivo è che la propria nave va difesa dagli attacchi nemici; 15 giocatori schiereranno delle difese, l'obiettivo degli attaccanti degli altri clan sarà quello di distruggere tutte e 3 le torri di ogni difesa che viene applicata. In caso di distruzione di tutte le difese, la nave viene affondata e deve essere riparata, costringendo il clan che subisce la sconfitta a fare più punti per rimetterla in corsa.
Quando la propria nave taglierà il traguardo sarà possibile per ogni membro del clan che abbia giocato almeno una partita nella guerra, aprire un baule la cui rarità varia in base alla posizione d'arrivo della nave e alla lega di cui il clan fa parte.

### Sfide
All'interno del gioco è presente una sezione dedicata alle sfide. Oltre alle onnipresenti "Sfide classiche" (dal costo di 10 gemme) e "Sfide grandiose" (dal costo di 100 gemme), vengono introdotte settimanalmente delle sfide particolari, basate su diverse modalità di gioco, vincendo le quali è possibile riscattare oro, gemme, carte, provocazioni, bauli, gettoni scambio o buoni degli stendardi.

## Clash Royale League
La Clash Royale League è iniziata il 20 agosto 2018, per la sua prima stagione. Dopo la stagione regolare che consisteva in 15 partite per squadra, i playoff si sono svolti in ogni regione. Dopo il termine dei playoff, le finali mondiali si sono svolte a Tokyo, in Giappone, il 1º dicembre 2018.